# Aileron de déneigement
Pour les articles homonymes, voir Aileron.

Schéma d'ailerons.

Dans le domaine de la viabilité hivernale, un aileron est un soc de déneigement disposé sur le côté entre les roues arrière et avant d'un véhicule. Il permet d'élargir la trace de l'outil placé à l'avant (« aileron élargisseur ») ou de réduire la hauteur de la banquette latérale de neige (« aileron écrêteur »).

## Aileron élargisseur
L’aileron élargisseur agit au niveau de la chaussée et permet :
- soit de dégager une surface plus importante de la chaussée ;
- soit de repousser le bourrelet de neige vers l'extérieur de la plate-forme et ainsi libérer un espace qui rend possible le raclage d'une nouvelle couche de neige.

Sa hauteur de relevage est limitée, en général inférieure à 400 mm.
L’outil est solidaire d’une plaque de fixation latérale montée sur le châssis du porteur.
Sa hauteur est variable de 0,8 à 1,3 mètre. Sa largeur varie de 3 à 4,2 mètres.
Cet outil a tendance à être remplacé par une turbine latérale, beaucoup plus efficace et moins dépendante du profil de la route.

## Aileron écrêteur
L’aileron écrêteur est similaire à l’aileron élargisseur si ce n’est qu’il peut être relevé sur une hauteur minimale d'un mètre au-dessus de la chaussée, permettant le déplacement latéral de la partie supérieure d'un bourrelet vers l'extérieur de la plate-forme de la route.
Comme pour l’aileron élargisseur, cet outil a tendance à être remplacé par une turbine latérale.